# Ласков Іван Антонович
Іван Антонович Ласков (біл. Іван Антонавіч Ласкоў, рос. Ива́н Анто́нович Ласко́в, *19 червня 1941 р., м. Гомель — †29 червня 1994 р., м. Якутськ) — радянський, білоруський і російський письменник, прозаїк, поет, літературний критик, перекладач, член Спілки письменників СРСР; автор «фінської» концепції походження білорусів; нагороджений Почесною Грамотою Президії Верховної Ради ЯАРСР.

## Життєпис
Народився в обласному центрі Білоруської РСР, у Гомелі, в сім'ї робітника.
У три роки навчився читати, але зважаючи матеріальних труднощів у родині пішов до школи тільки у вісім років. З Бєразяков, в яких він мешкав до 1952 року, надсилав свої повідомлення у піонерські газети, почав пробувати себе в поезії. З 1953 р. виховувався в Могілевському спеціальному дитячому будинку.
Після закінчення середньої школи із золотою медаллю 1958 року вступив на навчання до хімічного факультету Білоруського державного університету, який закінчив у 1964 р.. При розподілі місць праці висловив бажання поїхати в місто Дзержинськ Горьківської області РРФСР, де працював у Дзержинську НДІПСОГ. У 1966–1971 рр. навчався на відділенні перекладу в Московському літературному інституті, який закінчив з червоним дипломом. У 1971–1977 рр. — працював літературним співробітником в редакції газети «Молодь Якутії» (рос. Молодёжь Якутии), старшим редактором відділу Якутського книжкового видавництва. З 1977 р. — старший літературний редактор журналу «Полярна зірка» у Якутську (рос. Полярная звезда). З 1993 р. — завідувач відділом критики і науки.
Помер при загадкових обставинах 29 червня 1994 р. в передмісті Якутську. На пам'ятнику написано: «Ласков Іван Антонович 1942–1994 рр. письменник. Редактор якутського епосу „Нюргун Боотур — Стрімкий“» (рос. Ласков Иван Антонович 1942—1994 Писатель. Редактор якутского эпоса „Нюргун Боотур — Стремительный“).

## Твори
- Стихия. Лирика. г. Минск. «Беларусь». 1966 г. 80 с. [Редактор Ф. Жичко. Художник Г. Скоморохова.]
- Белое небо. Стихи. г. Минск. «Беларусь» 1969 г. 72 с. [Редактор А. Масаренко. Художник Л. Дубовицкая.]
- Кружное лета. Вершы. г. Мінск. «Мастацкая літаратура». 1973 г. 104 с. [Рэдактар Хв. Чэрня. Мастак М. Лазавы.]
- Хромец. Поэма. Якутск. Якутское книжное издательство. 1975 г. 160 с. [Редактор Л. Озеров. Художник Г. Полищук.]
- Андрэй-Эндэрэй — справядлівы чалавек, або Беларус на полюсе холаду. Маленькая аповесць. г. Мінск. «Мастацкая літаратура». 1978 г. 32 с. [Рэдактар Ул. Машкоў. Мастак В. Бароўка.];
- Ивановы. Рассказы. г. Якутск. Якутское книжное издательство. 1979 г. 208 с. [Редактор В. И. Шеметов. Художник Г. Полищук.];
- Чароўны камень. Апавяданні. г Мінск. «Мастацкая літаратура». 1983 г. 207 с. [Рэцэнзент М. Тычына. Рэдактар Я. Курто. Мастак В. Бароўка.];
- Кульга. Паэма. г. Мінск. «Мастацкая літаратура». 1985 г. 126 с. [Рэцэнзенты: прафесар, доктар філалагічных навук Л. І. Клімовіч, С. Марчанка. Рэдактар Л. Дранько-Майсюк. Мастак М. Будавей.]
- Лето циклонов. Повести, рассказы. Москва. Перевод с белорусского автора. г. Москва. «Советский писатель». 1987 г. 432 с. [Редактор Е. А. Метченко. Художник Е. Скакальский]
- На падводных крылах. Аповесці. г. Мінск. «Мастацкая літаратура». 1990 г. 248 с. [Рэцэнзент Я. Лецка. Рэдактар М. Герчык. Мастак А. Кажаноўскі.]
- Пищальники не пищат. Повести. г. Якутск. Якутское книжное издательство. 1990 г. 320 с. [Заведующий редакцией В. Т. Сивцев. Наблюдала за выпуском М. М. Аржакова. Художник Е. Шапошникова.]
- Летапісная Літва: сваяцтва і лёс. Кніга-пошук. Койданава-Амма-Якуцк. Прыватнае таварыства «Згода» А. Баркоўскі. В. Пятрушкіна. 2000 г. 330 с.
- Пішчальнікі не пішчаць: стралецкая быліна. Койданава. 2009 г. 119 с.
- Аўтабіяграфія. Дзённікі. Койданава. «Кальвіна». 2010 г. 74 с.
- Летапісная літва: сваяцтва і лёс (кніга-пошук). «Наша будучыня». г. Вільня. 2011 г. 288 с. / Научный редактор А. Е. Тарас./ [Неизвестная история.]
- Имена указывают путь (ономастический детектив). Койданава. «Кальвіна». 2011 г. 50 с.
- Эпілог. Раман. Койданава. «Кальвіна». 2010 г. 44 с.
- Летапісная літва: сваяцтва і лёс. Кніга пошук. Койданава. «Кальвіна». 2012 г. 119 с.